# Верховный архиепископ Сиро-маланкарской церкви
Верховный архиепископ и Католикос Сиро-маланкарской церкви является главой архиепархии Тривандрума в Тируванантапураме, Керала, Индия. Верховный архиепископ — церковный сан эквивалентный сану Патриарха и в общем называется Верховный архиепископ и Католикос, глава Сиро-маланкарской церкви.
Архиепархия была учреждена в 1932 году, когда был назначен первый епископ. В 1930 году была создана иерархия Сиро-маланкарской католической церкви западно-сирийского обряда, а 10 февраля 2005 года, Папа Иоанн Павел II поднял статус церкви до верховного архиепископства и назначил архиепископа-митрополита верховным архиепископом Сиро-маланкарской католической Церкви папской буллой Ab ipso Sancto Thoma.

## Архиепископы Тривандрума
- Гивергис Мар Иваниос, OIC — архиепископ (1932—1953);
  - вакансия (1953—1955);
- Бенедикт Мар Грегориос, OIC — архиепископ (1955—1994);
- Моран Мор Кирилл Баселиос, OIC — архиепископ (1995—2005).

## Верховные архиепископы Тривандрума
- Моран Мор Кирилл Баселиос, OIC — верховный архиепископ (2005—2007);
- кардинал Баселиос Клеемис Тоттункал — верховный архиепископ (с 2007).